# 铁路货场

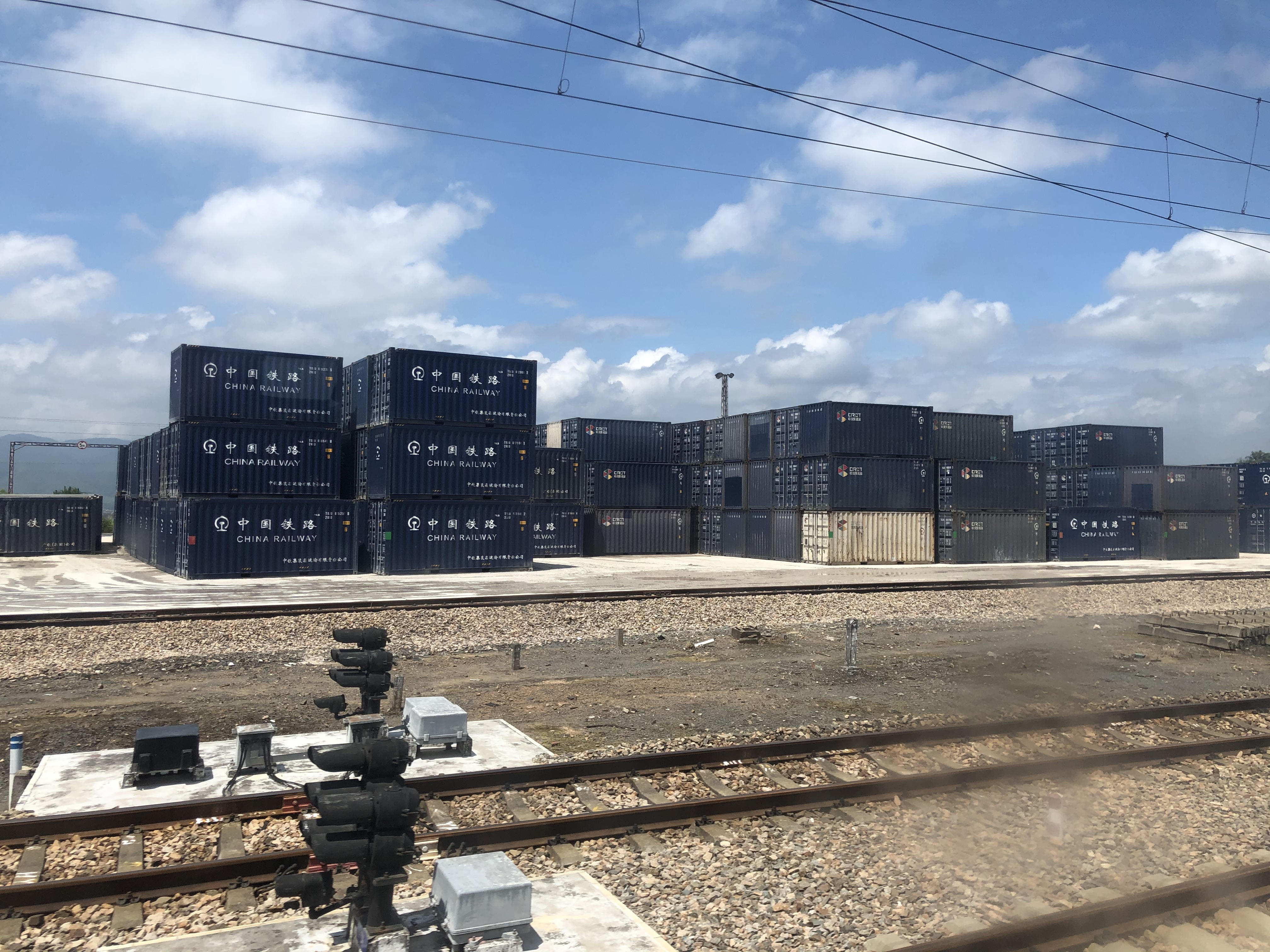
货场的集装箱存放区

铁路货场，是指铁路运输机构承运、装卸、保管与交付委托货物的场所。

## 概述
铁路货场常承担整车运输、零担运输与集装箱运输的业务。其中零担运输是指不足整车的货物运输方式，正逐渐被可实现“门到门”运输的集装箱运输取代。由于铁路运输具有长距离、大宗化、安全可靠的特点，因此铁路货场常吸引大型企业以及需要办理大宗货物运输的客户。另外，铁路货场作为收发货物的场所，天然具有物流结点的功能，可承办公铁联运。而近年来建设的铁路货场，大多定位为城市物流的衔接平台，因此多位于城市货物集散中心。具体而言，一个货场在设计时常遵循以下原则：
- 集装箱堆场、散装货物堆场、长大笨重货物堆场等常只设一处；
- 按铁路运输到、发货分别设置仓库，有条件的还会专门设置加工、配送、仓储仓库；
- 理货区在仓储区的中心位置；
- 为了方便客户与配送，配送仓库在远离铁路的一侧；
- 流通加工区设置在流通加工用仓库附近。[4]

## 物流化转型
传统的铁路货场常常承担着货运中心的角色，然而现代物流业与供应链的发展，要求商品在供应链上的时间尽可能缩短。因此一些铁路货场在配合现代物流业的发展转型改造。铁路货场在转型改造时具有地理位置优越、业务继承性以及与老客户关系好的优势，同时也具有不完全适应市场、缺乏现代物流业人才与知识，以及设备与管理手段逐渐落后的问题。一些铁路从业者认为，向物流化转型的货场需要开展运输、储存、供应、销售，批发配送以及市场租赁服务。